# Râul Iernatic
Râul Iernatic este un curs de apă, afluent al râului Câlnău. 